# Myles Hesson
Myles Edward Sinclair Hesson (Birmingham, 5 giugno 1990) è un cestista britannico.

## Carriera
Con la Gran Bretagna ha disputato due edizioni dei Campionati europei (2013, 2022).